# Goodbye to Gravity
Pour les articles homonymes, voir GTG.
Goodbye to Gravity est un groupe roumain de metalcore, originaire de Bucarest, actif entre 2011 et 2015. Après un album autoproduit, leur premier album sort en octobre 2015 chez Universal Music Roumanie. Lors d'un concert organisé à l'occasion de la sortie de l'album, un incendie catastrophique cause la mort immédiate des deux guitaristes ainsi que celle du batteur et du bassiste par la suite, et le chanteur est grièvement blessé.

## Histoire

### Débuts
Le groupe est formé en 2011 à Bucarest, la capitale roumaine, et se compose d'Andrei Galut (chant), Alex Pascu (guitare basse), Vlad Țelea (guitare), Mihai Alexandru (guitare) et Bogdan Enache (batterie). Andrei Galut gagne Megastar, la version roumaine d'American Idol, auquel il participe en 2008. Trois des musiciens jouaient auparavant dans le groupe de heavy metal Thunderstorm, qui a enregistré une chanson avec le guitariste de Running Wild, Preacher, pour l'album hommage à Running Wild, ReUnation. Le 1er juillet 2011, Goodbye to Gravity joue au Béstfest avec des groupes comme Skunk Anansie et Flogging Molly. Le 9 octobre, le groupe joue au Romanian Metal Meeting avec Pain of Salvation, Von Hertzen Brothers et White Walls.
Le premier album éponyme, sorti en 2012, est remastérisé par Jens Bogren, qui avait déjà travaillé avec Soilwork, Katatonia et Amon Amarth, aux Fascination Street Studios à Örebro, en Suède. L'album est produit par Alex Pascu et Costin Dumitrache aux Train 150 Studios à Bucarest. Le groupe participe aux New Blood Awards, où il se hisse en finale. Le 15 août 2012, le groupe se produit avec Buffet of Fate, Amoeba, Obscure Sphinx, Without Words et Asirius au Summer Breeze devant un jury de professionnels élus. Plus tard dans la soirée, des groupes comme Tasters, Graveworm et Rage ont joué sur cette scène. Le vainqueur devait ouvrir le festival en plein air un jour plus tard sur l'une des deux scènes principales Pain. Le même jour, Eluveitie, Deathstars et Every Time I Die devaient y jouer,. Le groupe est battu de justesse en finale par le groupe polonais Obscura Sphinx.
Le 16 septembre 2012, le groupe sort le clip du morceau The Cage. Dans le cadre des Metalhead Awards, Goodbye to Gravity joue le 31 janvier 2013 à Bucarest avec le groupe de black metal Negură Bunget. Le groupe remporte un prix dans la catégorie Album metal de l'année 2012. Le groupe participe au Ringrocker Bandcontest, où il est classé quatrième par un jury sélectionné. Lors du deuxième tour, le groupe manque une place parmi les dix meilleurs et est éliminé en onzième position.
Le 27 juillet 2013, le groupe joue au Rock the City à Bucarest avec Enslaved et Heaven Shall Burn. En collaboration avec le producteur Kostas Kalimeris, qui a déjà travaillé avec Bring Me the Horizon et Joe Bonamassa, le groupe enregistre son deuxième album studio au studio Traian 150 à Bucarest. Celui-ci s'intitule Mantras of War et est publié le 30 octobre 2015 par Universal Music Roumanie.

### Incendie de 2015
Lors du concert donné le même jour pour la sortie du nouveau CD, le 30 octobre 2015, au club Colectiv de Bucarest, un incendie fait au moins 64 morts et plus de 180 blessés. Le concert, au cours duquel des « effets pyrotechniques » sont utilisés, commencé à 21 h avant que les services de secours ne reçoivent les premiers appels d'urgence vers 22 h 30. La pyrotechnie a probablement enflammé l'isolation acoustique du plafond, ce qui a provoqué une panique générale dans le club bondé, car toutes les sorties de secours n'étaient pas accessibles. Les deux guitaristes Vlad Țelea et Mihai Alexandru sont morts dans l'incendie du club Colectiv. Le chanteur Andrei Găluț, le bassiste Alex Pascu et le batteur Bogdan Lavinius ont été gravement brûlés dans l'accident. Bogdan Lavinius décède le 8 novembre 2015 alors qu'il devait être transféré par avion à Zurich pour y être soigné. L'avion retourne à Bucarest, mais Lavinius y décède malgré les efforts immédiatement déployés par les médecins locaux. Alex Pascu décède le 11 novembre 2015 après avoir été évacué par avion d'un hôpital de Bucarest vers Paris pour poursuivre son traitement.
À l'initiative d'un fan du groupe, les noms des musiciens décédés sont gravés sur une micropuce à bord de l'atterrisseur de l'InSight. Au total, des personnes de 230 pays ont été enregistrées, 8 000 rien qu'en Roumanie.

## Discographie
- 2012 : Goodbye to Gravity
- 2015 : Mantras of War (Universal Music Roumanie)